# Blaustirn-Blatthühnchen

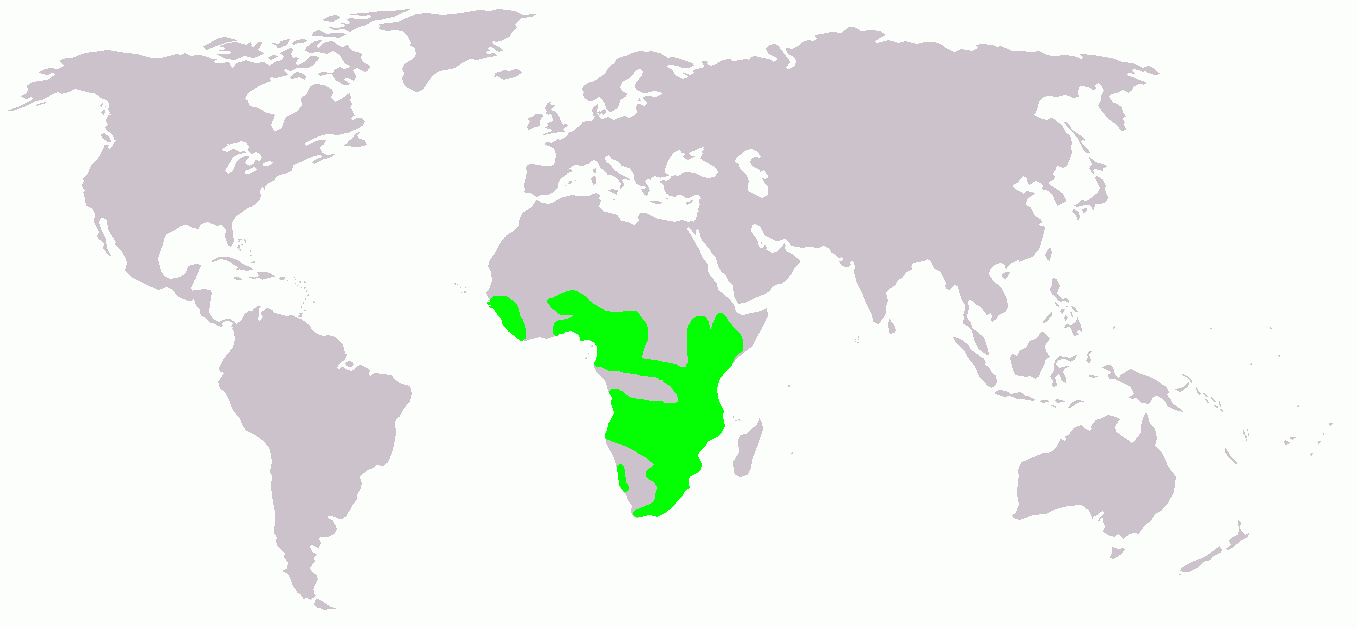
Blaustirn-Blatthühnchen (Actophilornis africanus)
Verbreitung

Das Blaustirn-Blatthühnchen (Actophilornis africanus) ist ein afrikanischer Vogel aus der Ordnung der Regenpfeiferartigen (Charadriiformes). Es ist ein Standvogel, das bei ungünstigen Wasserständen aber auch weiträumig nomadisiert.

## Beschreibung
Blaustirn-Blatthühnchen weisen einen auffälligen Unterschied zwischen den beiden Geschlechtern auf. Die Weibchen erreichen eine Körperlänge von bis zu 30 Zentimeter und sind damit deutlich größer als die Männchen. Im Schnitt wiegen sie ein um 70 Prozent höheres Gewicht auf.
Die auffälligsten Merkmale des Blaustirn-Blatthühnchens sind die im Verhältnis zur Körpergröße sehr langen grauen Zehen und Krallen. Sie erlauben Blaustirn-Blatthühnchen über Schwimmpflanzen zu laufen, da er über sie sein Gewicht gleichmäßiger verteilen kann. Die leichteren Männchen können auf Grund ihres geringeren Gewichts dabei weiter als die Weibchen im Schwimmpflanzengürtel vordringen. An der Oberseite ist der Vogel kastanienbraun gefärbt mit schwarzen Flügelspitzen, Augenstreifen und hinteren Nacken. Die Unterseite ist weiß mit einem braunen Bauchfleck. Der blaue Schnabel ist zu einem Stirnschild verlängert.

## Vorkommen und Lebensraum
Das Blaustirn-Blatthühnchen lebt in flachen Gewässern mit Oberflächenbewuchs in Afrika südlich der Sahara. Es fehlt in den arideren Regionen im Osten und Südwesten des südlichen Afrikas. Dagegen kommt es in den niederschlagsreicheren Regionen sehr häufig vor. Es fehlt lediglich in der Region des tropischen Regenwaldes.
Blaustirn-Blatthühnchen besiedeln sowohl permanente als auch kurzzeitig bestehende Feuchtgebiete. Es nutzt sowohl überflutetes Flachland als auch künstlich angestaute Gewässer. Im Westen Afrikas sowie Zentralafrika besiedelt es auch Reisfelder. Sein bevorzugter Lebensraum weist eine große Zahl von Schwimmpflanzen auf.

## Verhalten
Mit seinen langen Zehen läuft der Vogel über Schwimmpflanzen und sucht nach Insekten.

## Fortpflanzung

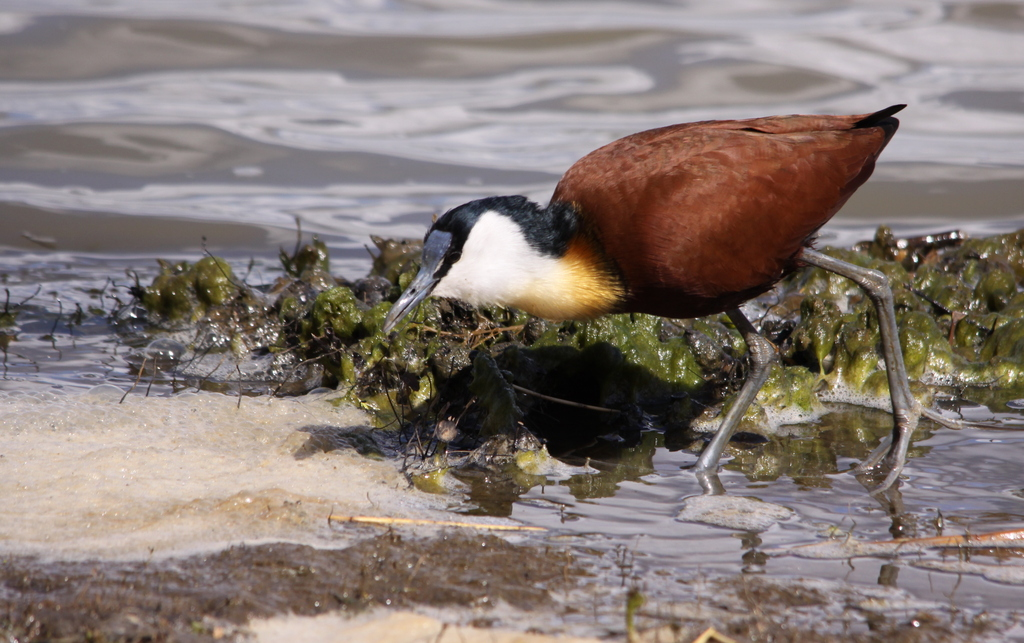
Blaustirn-Blatthühnchen

Blaustirn-Blatthühnchen haben ein polyandrisches Fortpflanzungssystem, bei dem sich dominante Weibchen mit mehreren Männchen paaren. Die Brut und Jungenaufzucht ist anschließend allein Sache der Männchen, während die Weibchen weiter über die Reviergrenzen wachen.

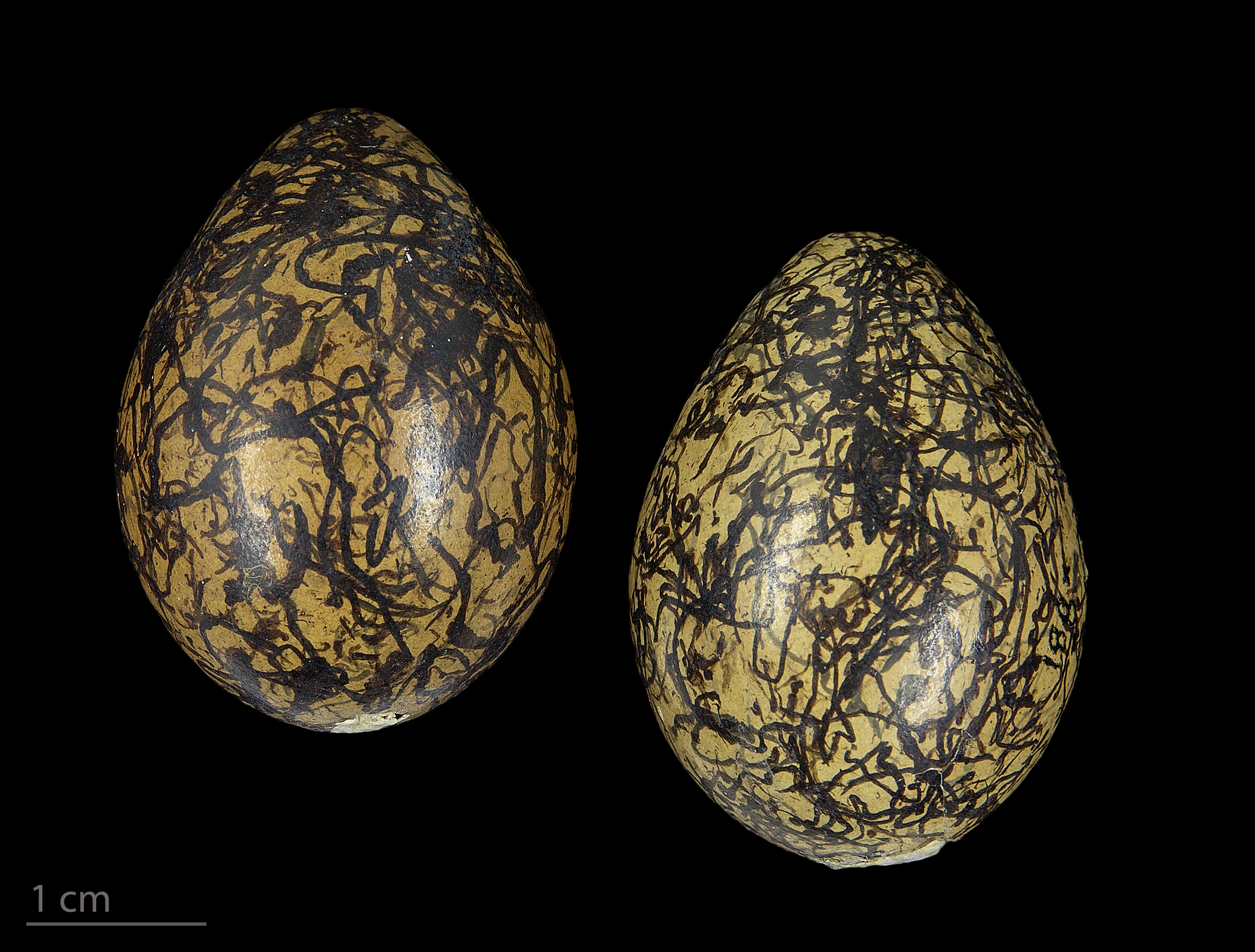
Actophilornis africanus

Zu Bruten kommt es zu allen Jahreszeiten. In einem schwimmenden Nest werden vier braune Eier mit schwarzen Flecken gelegt und vom Männchen bebrütet. Das Männchen nimmt in der Regel die Brut mit dem dritten Ei auf. Die Küken werden zwischen Flügel und Körper gehudert und notfalls in dieser Weise auch laufend oder fliegend weggetragen. Auch wenn sie ihre Nahrung selbst aufpicken, sind die Küken jedoch darauf angewiesen, dass sie die Nahrung vom Männchen gezeigt bekommen und dass sie in Gemeinschaft mit Altvögeln fressen können. Im Vergleich mit anderen Watvogelarten ist die Entwicklung der Küken sehr langsam. Sie werden von dem männlichen Elternvogel bis zu drei Monate geführt.

## Gefährdungssituation
Das Blaustirn-Blatthühnchen wird von der Weltnaturschutzunion IUCN in der Roten Liste gefährdeter Arten geführt. Die Art ist zwar lokal durch Reduktion und Verlust von Nassgebieten gefährdet; auf Grund der extrem weiten Verbreitung, des stabilen Bestandstrends und der großen Bestandszahlen wird die Art insgesamt aber als nicht gefährdet (Least Concern) beurteilt.